# Convocazioni all'European League femminile 2012
Elenco delle giocatrici convocate per l'European League 2012.

## Bulgaria
| N° | Nome                | Ruolo | Data di nascita  | Squadra          |
| -- | ------------------- | ----- | ---------------- | ---------------- |
| -  | Marcello Abbondanza | All   | 24 agosto 1970   | Villa Cortese    |
| 1  | Diana Nenova        | P     | 16 aprile 1985   | Lokomotiv Baku   |
| 2  | Desislava Nikolova  | S/O   | 21 dicembre 1991 | ASKÖ Linz-Steg   |
| 3  | Tanja Săbkova       | S/O   | 10 giugno 1989   | Beşiktaş         |
| 4  | Lora Kitipova       | P     | 19 maggio 1981   | İqtisadçı        |
| 5  | Dobriana Rabadžieva | S     | 14 giugno 1991   | Rabitə Baku      |
| 6  | Cvetelina Zarkova   | C     | 18 dicembre 1986 | Tomis Constanța  |
| 7  | Gabriela Koeva      | C     | 25 luglio 1989   | Pavia            |
| 8  | Eva Janeva          | S     | 31 luglio 1985   | Dinamo Mosca     |
| 11 | Hristina Ruseva     | C     | 1º ottobre 1991  | Bergamo          |
| 12 | Marija Karakaševa   | S     | 27 ottobre 1988  | Zareč'e Odincovo |
| 13 | Marija Filipova     | L     | 10 ottobre 1982  | Lokomotiv Baku   |
| 16 | Elica Vasileva      | S     | 31 maggio 1990   | Bergamo          |
| 17 | Strašimira Filipova | C     | 18 agosto 1985   | Uraločka         |
| 18 | Emilija Nikolova    | S/O   | 26 dicembre 1991 | Yeşilyurt        |

## Francia
| N° | Nome                 | Ruolo | Data di nascita   | Squadra         |
| -- | -------------------- | ----- | ----------------- | --------------- |
| -  | Fabrice Vial         | All   | 18 aprile 1969    | -               |
| 1  | Pauline Soullard     | C     | 24 aprile 1985    | Béziers         |
| 2  | Véronika Hudima      | C     | 8 luglio 1988     | PTPS            |
| 4  | Christina Bauer      | C     | 1º gennaio 1988   | Busto Arsizio   |
| 6  | Camille Crousillat   | S     | 23 marzo 1990     | Venelles        |
| 8  | Leyla Tuifua         | P     | 17 ottobre 1986   | Venelles        |
| 10 | Maëva Orlé           | C     | 8 maggio 1991     | Le Cannet       |
| 12 | Déborah Ortschitt    | L     | 10 giugno 1987    | ASPTT Mulhouse  |
| 14 | Mallory Steux        | P     | 24 ottobre 1988   | UGSÉ Nantes     |
| 15 | Julie Mollinger      | S     | 27 settembre 1980 | Vandœuvre Nancy |
| 16 | Hélène Schleck       | S/O   | 13 maggio 1986    | Béziers         |
| 17 | Alexandra Dascalu    | S/O   | 17 aprile 1991    | UGSÉ Nantes     |
| 18 | Alexandra Rochelle   | L     | 14 dicembre 1983  | Béziers         |
| 19 | Isaline Sager-Weider | C     | 5 luglio 1988     | ASPTT Mulhouse  |
| 22 | Lauriane Truchetet   | P     | 7 aprile 1984     | Istres          |

## Grecia
| N° | Nome                   | Ruolo | Data di nascita   | Squadra        |
| -- | ---------------------- | ----- | ----------------- | -------------- |
| -  | Dimitrios Floros       | All   | -                 | -              |
| 2  | Stylianī Christodoulou | P     | 19 luglio 1991    | Olympiakos     |
| 3  | Maria Nomikou          | S/O   | 30 marzo 1991     | Asystel        |
| 4  | Nikolétta Koutouxídou  | P     | 10 gennaio 1980   | Panathīnaïkos  |
| 5  | Athīna Papafōtiou      | P     | 23 agosto 1989    | AEK Atene      |
| 6  | Elenī Kiosī            | S/O   | 27 febbraio 1985  | -              |
| 7  | Geōrgia Tzanakakī      | C     | 1º dicembre 1980  | AEK Atene      |
| 8  | Maria Chatzīnikolaou   | C     | 30 settembre 1978 | -              |
| 9  | Zoi Skondra            | L     | 5 marzo 1986      | -              |
| 13 | Katerina Giōta         | C     | 3 luglio 1990     | -              |
| 14 | Evgenia Tsima          | S     | 17 maggio 1986    | Markopoulo     |
| 15 | Evaggelia Chantava     | S     | 26 ottobre 1990   | Terre Verdiane |
| 16 | Panagiōta Diōtī        | S/O   | 13 novembre 1992  | -              |
| 19 | Eirini Kelesidou       | L     | 16 maggio 1991    | -              |
| 20 | Geōrgia Lamprousī      | C     | 27 gennaio 1993   | -              |
| 21 | Izabel Ivanova         | S     | 7 gennaio 1992    | -              |
| 22 | Evangelia Merteki      | S     | 29 aprile 1991    | -              |
| 23 | Panagiōta Rogka        | L     | 4 luglio 1987     | -              |

## Israele
| N° | Nome              | Ruolo | Data di nascita   | Squadra              |
| -- | ----------------- | ----- | ----------------- | -------------------- |
| -  | Arie Selinger     | All   | -                 | -                    |
| 1  | Yarden Amsalem    | C     | 30 giugno 1992    | -                    |
| 2  | Ella Saada        | P     | 19 giugno 1996    | -                    |
| 4  | Anita Glück       | C     | 10 novembre 1993  | Hapoël Névé Sha'anan |
| 5  | Sofia Starikov    | S     | 1º giugno 1994    | -                    |
| 6  | Shany Peham       | P     | 3 marzo 1993      | Hapoël Kfar Saba     |
| 7  | Nataliya Melcher  | S     | 28 luglio 1993    | -                    |
| 8  | Galit Devash      | C     | 18 settembre 1986 | Hapoël Kfar Saba     |
| 9  | Adva Zinober      | L     | 5 novembre 1982   | -                    |
| 10 | Moran Zur         | S/O   | 28 settembre 1985 | Hapoël Névé Sha'anan |
| 11 | Elvira Kolnogorov | S     | 23 luglio 1992    | Hapoël Kfar Saba     |
| 14 | Ron Ponte         | P     | 14 luglio 1988    | -                    |
| 15 | Anna Farhi        | C     | 1º marzo 1980     | Lokomotiv Baku       |
| 16 | Tatiana Artmenko  | S     | 2 settembre 1976  | Prostějov            |
| 18 | Zohar Shushan     | L     | 20 ottobre 1992   | -                    |
| 21 | Karen Glück       | S/O   | 10 novembre 1993  | -                    |

## Paesi Bassi
| N° | Nome               | Ruolo | Data di nascita   | Squadra        |
| -- | ------------------ | ----- | ----------------- | -------------- |
| -  | Gido Vermeulen     | All   | -                 | -              |
| 2  | Femke Stoltenborg  | P     | 30 luglio 1991    | Dresdner       |
| 5  | Robin de Kruijf    | C     | 5 maggio 1991     | Dresdner       |
| 6  | Maret Grothues     | S     | 16 settembre 1988 | Parma          |
| 7  | Quinta Steenbergen | C     | 2 aprile 1985     | Baku           |
| 9  | Myrthe Schoot      | C     | 29 agosto 1988    | Vilsbiburg     |
| 11 | Caroline Wensink   | C     | 4 agosto 1984     | Muszynianka    |
| 14 | Laura Dijkema      | P     | 18 febbraio 1990  | Suhl           |
| 16 | Debby Stam         | S     | 24 luglio 1984    | Muszynianka    |
| 17 | Nicole Koolhaas    | C     | 31 gennaio 1991   | ASPTT Mulhouse |
| 18 | Lonneke Slöetjes   | S/O   | 15 novembre 1990  | Münster        |
| 19 | Judith Pietersen   | S/O   | 3 luglio 1989     | Dresdner       |
| 20 | Kirsten Knip       | L     | 15 settembre 1992 | Alterno        |
| 22 | Angelique Vergeer  | S     | 8 aprile 1988     | Weert          |

## Rep. Ceca
| N° | Nome                | Ruolo | Data di nascita   | Squadra       |
| -- | ------------------- | ----- | ----------------- | ------------- |
| -  | Carlo Parisi        | All   | 8 marzo 1960      | Busto Arsizio |
| 1  | Andrea Kossányiová  | S     | 6 agosto 1993     | Olymp Praha   |
| 3  | Kristýna Pastulová  | C     | 22 ottobre 1985   | İqtisadçı     |
| 4  | Aneta Havlíčková    | S/O   | 3 luglio 1987     | Busto Arsizio |
| 5  | Julie Jášová        | L     | 14 settembre 1987 | Fischbek      |
| 9  | Michaela Hasalíková | C     | 18 aprile 1984    | Prostějov     |
| 12 | Karolína Bednářová  | S     | 20 luglio 1986    | Alemannia     |
| 13 | Tereza Vanžurová    | S     | 4 aprile 1991     | Olymp Praha   |
| 14 | Lucie Mühlsteinová  | P     | 15 ottobre 1984   | AZS Białystok |
| 15 | Ivona Svobodníková  | C     | 1º aprile 1991    | Královo Pole  |
| 16 | Helena Havelková    | S     | 25 luglio 1988    | Busto Arsizio |
| 17 | Michala Kvapilová   | S     | 8 febbraio 1990   | Olymp Praha   |
| 18 | Pavla Vincourová    | P     | 12 novembre 1992  | Královo Pole  |
| 19 | Nikol Sajdová       | C     | 20 luglio 1988    | Potsdam       |
| 20 | Lucie Smutná        | P     | 14 aprile 1991    | Slavia Praga  |

## Romania
| N° | Nome                 | Ruolo | Data di nascita   | Squadra               |
| -- | -------------------- | ----- | ----------------- | --------------------- |
| -  | Atanas Petrov        | All   | -                 | CSM Bucarest          |
| 1  | Sorina Buz           | S/O   | 14 aprile 1988    | Piatra Neamț          |
| 2  | Denisa Rogojinaru    | S     | 16 aprile 1985    | Universitatea Craiova |
| 3  | Roxana Iosef         | S     | 19 agosto 1988    | CSM Bucarest          |
| 4  | Diana Tătaru         | P     | 19 aprile 1988    | -                     |
| 5  | Diana Cărbuneanu     | S     | 23 agosto 1995    | Dinamo Bucarest       |
| 6  | Ana Cazacu           | S     | 21 luglio 1994    | Tomis Constanța       |
| 8  | Ana Moldovan         | C     | 24 settembre 1985 | CSM Bucarest          |
| 10 | Irina Radu           | S     | 17 febbraio 1983  | CSM Bucarest          |
| 12 | Alexandra Kapelovies | P     | 12 gennaio 1989   | Sibiu                 |
| 13 | Sabina Miclea        | P     | 4 dicembre 1990   | Știința Bacău         |
| 14 | Adina Stanciu        | S/O   | 17 dicembre 1986  | Piatra Neamț          |
| 15 | Ioana Pristavu       | L     | 2 ottobre 1986    | -                     |
| 17 | Daiana Mureșan       | S/O   | 6 luglio 1990     | Forlì                 |
| 18 | Nneka Onyejekwe      | C     | 18 agosto 1989    | Volero Zurigo         |

## Serbia
| N° | Nome                | Ruolo | Data di nascita   | Squadra             |
| -- | ------------------- | ----- | ----------------- | ------------------- |
| -  | Zoran Terzić        | All   | 9 luglio 1966     | Dinamo Bucarest     |
| 1  | Ana Lazarević       | S     | 4 luglio 1991     | Vizura              |
| 2  | Jovana Brakočević   | S/O   | 5 marzo 1988      | JT Marvelous        |
| 3  | Brankica Mihajlović | S     | 13 aprile 1991    | Hyundai Hillstate   |
| 4  | Bojana Živković     | P     | 29 marzo 1988     | Volero Zurigo       |
| 5  | Nataša Krsmanović   | C     | 19 giugno 1985    | Rabitə Baku         |
| 6  | Tijana Malešević    | S     | 18 marzo 1991     | Volero Zurigo       |
| 7  | Tamara Rakić        | S     | 22 settembre 1987 | Stella Rossa        |
| 8  | Danica Radenković   | P     | 9 novembre 1982   | Spartak Subotica    |
| 9  | Jovana Vesović      | S     | 21 giugno 1987    | Tomis Constanța     |
| 10 | Maja Ognjenović     | P     | 6 agosto 1984     | Universal Modena    |
| 11 | Stefana Veljković   | C     | 9 gennaio 1990    | Asystel             |
| 13 | Ana Bjelica         | S/O   | 3 aprile 1992     | Stella Rossa        |
| 14 | Nađa Ninković       | C     | 1º novembre 1991  | Volero Zurigo       |
| 15 | Jovana Stevanović   | C     | 30 giugno 1992    | Stella Rossa        |
| 16 | Milena Rašić        | C     | 25 ottobre 1990   | RC Cannes           |
| 17 | Nina Rosić          | L     | 5 maggio 1990     | Volero Zurigo       |
| 18 | Suzana Ćebić        | L     | 9 novembre 1984   | Suhl                |
| 19 | Sanja Starović      | S/O   | 25 marzo 1983     | Rabitə Baku         |
| 20 | Jelena Blagojević   | S     | 1º dicembre 1988  | Robur Tiboni Urbino |
| 22 | Bianka Buša         | S     | 25 luglio 1984    | Vizura              |
| 23 | Slađana Mirković    | P     | 7 ottobre 1985    | Vizura              |
| 24 | Nataša Čikiriz      | S     | 26 giugno 1995    | Vizura              |
| 25 | Maja Savić          | C     | 14 agosto 1993    | Vizura              |
| 26 | Nikolina Lukić      | S     | 14 agosto 1984    | Stella Rossa        |

## Spagna
| N° | Nome                 | Ruolo | Data di nascita   | Squadra             |
| -- | -------------------- | ----- | ----------------- | ------------------- |
| -  | Francisco Hervas     | All   | -                 | -                   |
| 1  | Rocío Gómez          | S     | 30 dicembre 1987  | Murillo             |
| 2  | María José Garrido   | S     | 8 settembre 1981  | Haro                |
| 5  | Milagros Collar      | S     | 15 aprile 1988    | Pontecagnano Faiano |
| 6  | Ana Correa           | C     | 19 gennaio 1985   | Ciutadella          |
| 7  | Anna Espadalé        | C     | 8 gennaio 1989    | Barcellona          |
| 8  | Diana Sanchez        | S/O   | 7 marzo 1977      | Forlì               |
| 9  | Patricia Aranda      | P     | 27 giugno 1979    | Béziers             |
| 11 | Encarnación García   | C     | 7 ottobre 1979    | Murillo             |
| 12 | Sara Hernández       | P     | 12 settembre 1986 | Diego Porcelos      |
| 13 | Helia González       | L     | 29 agosto 1985    | Ciutadella          |
| 15 | Mireya Delgado       | S     | 5 novembre 1991   | Diego Porcelos      |
| 16 | María Segura         | S     | 10 giugno 1992    | Barcellona          |
| 17 | María Ángeles Martín | S     | 9 maggio 1988     | Haro                |
| 19 | Silvia Bedmar        | S     | 3 gennaio 1989    | Iruña               |
| 23 | Raquel Brun          | S/O   | 17 settembre 1993 | Sant Cugat          |
| 24 | Jéssica González     | C     | 22 gennaio 1987   | Murcia              |

## Svizzera
| N° | Nome                | Ruolo | Data di nascita  | Squadra             |
| -- | ------------------- | ----- | ---------------- | ------------------- |
| -  | Svetlana Ilić       | All   | 12 agosto 1972   | Volero Zurigo       |
| 1  | Kristel Marbach     | P     | 14 novembre 1988 | Köniz               |
| 3  | Laura Sirucek       | S     | 5 aprile 1990    | Volero Zurigo       |
| 4  | Elena Steinemann    | S     | 8 dicembre 1994  | Kanti               |
| 6  | Patricia Schauss    | C     | 14 maggio 1988   | Volero Zurigo       |
| 7  | Alessia Fiumedinisi | L     | 22 agosto 1989   | Volero Zurigo       |
| 8  | Sandra Stocker      | C     | 26 dicembre 1987 | Neuchâtel           |
| 9  | Nadine Jenny        | L     | 13 giugno 1990   | Sm'Aesch Pfeffingen |
| 10 | Stéphanie Bannwart  | P     | 11 gennaio 1991  | -                   |
| 12 | Mélanie Pauli       | L     | 5 maggio 1980    | Franches-Montagnes  |
| 13 | Inès Granvorka      | S     | 13 agosto 1991   | Volero Zurigo       |
| 14 | Martina Halter      | C     | 9 maggio 1994    | -                   |
| 15 | Laura Tschopp       | S     | 2 aprile 1984    | Sm'Aesch Pfeffingen |
| 16 | Marina Kühner       | S     | 26 aprile 1991   | Köniz               |
| 17 | Laura Unternährer   | S     | 16 luglio 1993   | Volero Zurigo       |

## Turchia
| N° | Nome              | Ruolo | Data di nascita  | Squadra       |
| -- | ----------------- | ----- | ---------------- | ------------- |
| -  | Gökhan Edman      | All   | -                | -             |
| 1  | Gizem Örge        | L     | 26 aprile 1993   | Nilüfer       |
| 2  | Melis Durul       | O     | 21 gennaio 1983  | Eczacıbaşı    |
| 3  | Kübra Akman       | C     | 13 ottobre 1994  | Nilüfer       |
| 4  | Gamze Alikaya     | P     | 1º gennaio 1993  | Galatasaray   |
| 5  | Elif Onur         | S     | 20 dicembre 1989 | Nilüfer       |
| 6  | Özge Yurtdagülen  | C     | 6 agosto 1993    | Yeşilyurt     |
| 7  | Büşra Cansu       | C     | 16 luglio 1990   | Eczacıbaşı    |
| 9  | Özge Kırdar       | P     | 26 giugno 1985   | VakıfBank     |
| 10 | Yeliz Askan       | O     | 13 agosto 1987   | Beşiktaş      |
| 11 | Buse Kayacan      | L     | 15 luglio 1992   | Karşıyaka     |
| 12 | Gözde Yılmaz      | O     | 9 settembre 1991 | Eczacıbaşı    |
| 14 | Seray Altay       | O     | 28 agosto 1987   | Galatasaray   |
| 16 | Ceylan Arısan     | C     | 1º gennaio 1994  | Eczacıbaşı    |
| 17 | Ezgi Dağdelenler  | S     | 3 novembre 1993  | İller Bankası |
| 18 | Asuman Karakoyun  | P     | 16 luglio 1990   | Eczacıbaşı    |
| 19 | Ceren Kestirengöz | O     | 19 luglio 1993   | VakıfBank     |

## Ungheria
| N° | Nome             | Ruolo | Data di nascita  | Squadra     |
| -- | ---------------- | ----- | ---------------- | ----------- |
| -  | Zoltan Jókay     | All   | -                | -           |
| 1  | Gréta Szakmáry   | S     | 31 dicembre 1991 | Gödöllõ     |
| 2  | Zsanett Miklai   | C     | 16 febbraio 1992 | Vasas       |
| 3  | Júlia Milovits   | P     | 1º marzo 1990    | Vasas       |
| 4  | Eva Kriegel      | P     | 10 aprile 1984   | Klagenfurt  |
| 5  | Rita Molcsányi   | L     | 11 gennaio 1993  | -           |
| 7  | Renata Sándor    | S     | 15 dicembre 1990 | Vasas       |
| 8  | Zsuzsanna Tálas  | P     | 9 luglio 1993    | -           |
| 9  | Bernadett Dékány | S     | 30 giugno 1992   | Vasas       |
| 10 | María Szívós     | S     | 29 maggio 1988   | -           |
| 11 | Zsófia Takács    | S/O   | 12 febbraio 1987 | -           |
| 13 | Petra Széłes     | C     | 27 gennaio 1988  | Gödöllõ     |
| 14 | Barbara Dégi     | S/O   | 29 novembre 1983 | Alemannia   |
| 15 | Rita Liliom      | S     | 23 maggio 1986   | Stal Mielec |
| 16 | Eszter Nagy      | C     | 1º novembre 1991 | Vasas       |
| 18 | Dóra Horváth     | S     | 4 marzo 1988     | Asystel     |